# Усугумо (эсминец, 1927)
«Усугумо» (яп. 薄雲, «Мелкие облака») был седьмым из двадцати четырёх эсминцев класса «Фубуки», построенных для японского императорского флота после Первой мировой войны. На момент ввода этих кораблей в строй, они были самыми мощными эсминцами в мире. Они служили в качестве эсминцев первой линии в течение 1930-х годов и оставались грозными системами вооружения вплоть до начала войны на Тихом океане.

## История
Строительство передовых эсминцев класса «Фубуки» было разрешено в рамках программы расширения Императорского флота Японии с 1923 года, призванной дать Японии качественное преимущество перед самыми современными кораблями в мире. Класс «Фубуки» имел характеристики, намного превосходившие предыдущие конструкции эсминцев, настолько высокие, что они были обозначены как эсминцы специального типа (特型, Токугата). Большие размеры, мощные двигатели, высокая скорость, большой радиус действия и беспрецедентное вооружение придавали этим эсминцам огневую мощь, аналогичную многим легким крейсерам других флотов. «Усугумо», построенный на верфях Исикавадзима в Токио, был заложен 21 октября 1926 года, спущен на воду 26 декабря 1927 года и введен в строй 26 июля 1928 года. Первоначально ему было присвоено обозначение корпуса «Эсминец № 41», он был достроен как «Усугумо».

## История эксплуатации
По завершении работы «Усугумо» был назначен в 12-й дивизион эсминцев 2-го флота. Во время Второй китайско-японской войны «Усугумо» был назначен для прикрытия высадки японских войск в южном Китае. 15 августа 1940 года он был серьёзно поврежден морской миной и доставлен обратно в военно-морской арсенал Майдзуру.

### Во время Второй мировой войны
Во время нападения на Перл-Харбор «Усугумо» всё ещё находился в ремонте и не был доступен для боевого дежурства до конца июля 1942 года, когда он был приписан к 5-му флоту IJN и отправлен в охранный район Оминато. С августа по середину октября «Усугумо» был назначен на патрулирование у берегов Хоккайдо и островов Чисима и на сопровождение между Парамуширо и Атту и Киской на Алеутских островах до конца января 1943 года. В феврале 1943 года она вернулась на военно-морской арсенал Куре для ремонта.
Во время битвы у Командорских островов 26 марта 1943 года Усугумо сопровождал транспорт «Санко Мару» и поэтому не видел никакого боя во время этого сражения. В апреле «Усугумо» возобновил транспортные рейсы между Парамуширо и Атту, а в июле и августе помогал эвакуировать уцелевшие японские войска из Киски. В конце ноября «Усугумо» вернулся в Куре для ремонта.
Проведя январь 1944 года на тренировках во Внутреннем море, Усугумо вернулся в Оминато в начале февраля, чтобы возобновить северное патрулирование и сопровождение. В конце марта он сопровождал конвой военных кораблей к острову Уруппу
5 июля 1944 года, после выхода из Отару, Хоккайдо с другим конвоем в Уруппу, Усугумо был торпедирован подводной лодкой USS Skate в Охотском море, 330 морских миль (610 км) к западу-юго-западу от Парамуширо.
10 сентября 1944 года я 1944 года «Усугумо» был вычеркнут из списков военно-морского флота Японии.